# Ordinary Man
Ordinary Man (englisch für Gewöhnlicher Mann) ist das zwölfte Studioalbum des Musikers Ozzy Osbourne. Es wurde am 21. Februar 2020 veröffentlicht. Erstmals sind Andrew Watt und Louis Bell Produzenten eines Ozzy-Osbourne-Albums.

## Entstehung
2017, nach dem letzten Abschiedskonzert seiner ehemaligen Band Black Sabbath, widmete sich Osbourne wieder seiner Solokarriere. Sein letztes Album Scream war 2010 erschienen.
2019 erschien Take What You Want, eine Kollaboration mit den Rappern Post Malone und Travis Scott. Sie erreichte Platz acht in den Billboard Hot 100. Damit stand Osbourne erstmals seit 1988 (Close My Eyes Forever mit Lita Ford) wieder in den Top Ten der US-Singlecharts. Der Song ist als Bonustrack auf dem Album enthalten.
Ordinary Man ist in dem Sinne besonders, als es nicht mit dem „klassischen“ Ozzy-Osbourne-Lineup entstanden ist. Vielmehr gleicht die Besetzung einer Supergroup: etwa Chad Smith von den Red Hot Chili Peppers am Schlagzeug und Duff McKagan von Guns ’n’ Roses am Bass. Beide waren auch in das Songwriting involviert. Weitere Gastbeiträge gibt es von Slash und Tom Morello. Elton John sang mit Osbourne die Ballade Ordinary Man, bei der beide über das Musikerdasein sinnieren. Laut Ozzy Osbourne war das Album eine wichtige „Therapie“, da er seit Jahren mit diversen gesundheitlichen Problemen zu kämpfen hat.

## Titelliste
Ozzy Osbourne und Andrew Watt waren bei allen Songs am Songwriting beteiligt, Chad Smith bei den Songs 1–10, Duff McKagan bei den Songs 1–6 und 8–9, Alexandra Tamposi bei den Songs 2–3, 5–10. Weitere wie aufgeführt.
| Nr. | Titel                                                        | Autor(en)                             | Länge |
| --- | ------------------------------------------------------------ | ------------------------------------- | ----- |
| 1.  | Straight to Hell                                             |                                       | 3:45  |
| 2.  | All my Life                                                  |                                       | 4:18  |
| 3.  | Goodbye                                                      |                                       | 5:34  |
| 4.  | Ordinary Man                                                 | Elton John, William Walsh             | 5:01  |
| 5.  | Under the Graveyard                                          |                                       | 4:57  |
| 6.  | Eat Me                                                       |                                       | 4:19  |
| 7.  | Today is the End                                             |                                       | 4:06  |
| 8.  | Scary Little Green Men                                       |                                       | 4:20  |
| 9.  | Holy for Tonight                                             |                                       | 4:52  |
| 10. | It's a Raid                                                  | Austin Post, Louis Bell               | 4:20  |
| 11. | Take What You Want (Bonustrack auf CD, Kassette und Digital) | Post, Jacques Webster II, Walsh, Bell | 3:49  |

## Besetzung
- Ozzy Osbourne: Gesang, Mundharmonika (Track 6)
- Andrew Watt: Gitarre, Keyboard (Track 2, 4–10), Piano (Track 4), Bass (Track 7)
- Duff McKagan: Bass (Track 1–6, 8–10)
- Chad Smith: Schlagzeug (Track 1–11)
- Tom Morello: Gitarre (Track 8, 10)
- Slash: Gitarre (Track 1, 4)
- Louis Bell: Keyboards (Track 10)
- Elton John: Gesang & Piano (Track 4)
- Post Malone: Gesang (Track 10, 11)
- Travis Scott: Gesang (Track 11)
- Kelly Osbourne: Background-Gesang (Track 6)

## Rezeption

### Rezensionen
Das Album erhielt überwiegend positive Kritiken. Qualitativ reiche es sogar an die frühen Soloalben heran. Selbstreflektive, auf seine Karriere zurückblickende Songtexte (Ordinary Man) und die Gastmusiker verliehen dem Album eine besondere Note. Die Produzenten sorgten dafür, dass das Album den Bogen über Osbournes Karriere spannte, das Mundharmonika-Intro aus Eat Me erinnert an Black Sabbaths The Wizard. Schlussendlich enthält es Kollaborationen mit zeitgenössischen Künstlern wie Post Malone und schließt somit den Kreis.

### Charts und Chartplatzierungen
Ordinary Man erreichte Platz zwei der Charts in Deutschland, Österreich und der Schweiz sowie den dritten Rang im Vereinigten Königreich und den Vereinigten Staaten. Darüber hinaus erreichte das Album die Chartspitze in Schweden und Tschechien sowie in den deutschen Vinylcharts.
| ChartsChartplatzierungen       | Höchstplatzierung | Wochen |
| ------------------------------ | ----------------- | ------ |
| Deutschland (GfK)              | 2 (16 Wo.)        | 16     |
| Österreich (Ö3)                | 2 (6 Wo.)         | 6      |
| Schweiz (IFPI)                 | 2 (11 Wo.)        | 11     |
| Vereinigtes Königreich (OCC)   | 3 (3 Wo.)         | 3      |
| Vereinigte Staaten (Billboard) | 3 (13 Wo.)        | 13     |

### Auszeichnungen für Musikverkäufe
| Land/Region               | Auszeichnungen für Musikverkäufe (Land/Region, Auszeichnung, Verkäufe) | Verkäufe |
| ------------------------- | ---------------------------------------------------------------------- | -------- |
| Kanada (MC)               | Gold                                                                   | 40.000   |
| Vereinigte Staaten (RIAA) | Gold                                                                   | 500.000  |
| Insgesamt                 | 2× Gold ·                                                              | 540.000  |

Hauptartikel: Ozzy Osbourne/Diskografie